# Vojtech Čiták
Vojtech Čiták [vojtěch čiták] (* 23. května 1930) je bývalý slovenský fotbalový záložník a útočník. Jeho starší bratr Tibor byl rovněž prvoligovým fotbalistou.

## Hráčská kariéra
V československé lize hrál za ATK Praha, Dynamo ČSD Košice, Tatran Prešov a Spartak VSS Košice, celkem vstřelil 18 prvoligových branek. Na sklonku kariéry působil v Čani.

### Prvoligová bilance
| Ročník         | Zápasy | Góly | Minuty | Klub               |
| -------------- | ------ | ---- | ------ | ------------------ |
| I. liga 1948   | –      | 0    | –      | ATK Praha          |
| I. liga 1949   | –      | 7    | –      | Dynamo ČSD Košice  |
| I. liga 1954   | 11     | 5    | 990    | Tatran Prešov      |
| I. liga 1955   | 10     | 1    | 772    | Tatran Prešov      |
| I. liga 1956   | 16     | 5    | 1 440  | Spartak VSS Košice |
| CELKEM I. LIGA | –      | 18   | –      |                    |